# Kwadungan (Kerjo)
Kwadungan is een bestuurslaag in het regentschap Karanganyar van de provincie Midden-Java, Indonesië. Kwadungan telt 2993 inwoners (volkstelling 2010).